# Painel de Controle (Windows)
O Painel de Controle (português brasileiro) ou Painel de Controlo (português europeu) é um componente do Microsoft Windows que oferece a capacidade de visualizar e alterar as configurações do sistema. Atualmente, está sendo gradualmente substituído pelo app 'Configurações' e pode ser removido em futuras versões do sistema operacional. Ele consiste em um conjunto de módulos que incluem adicionar ou remover hardware e software, controlar contas de usuário, alterar opções de acessibilidade e acessar configurações de rede. Outros módulos são fornecidos por terceiros, como drivers de áudio e vídeo, ferramentas VPN, dispositivos de entrada e ferramentas de rede.

## História
O Painel de Controle faz parte do Microsoft Windows desde o Windows 1.0, e cada versão sucessiva introduz novos módulos. A partir do Windows 95, o Painel de Controle é implementado como uma pasta especial, ou seja, a pasta não existe fisicamente, mas contém apenas atalhos para vários módulos, como 'Adicionar ou Remover Programas' e 'Opções da Internet'. Fisicamente, esses módulos são armazenados como arquivos .cpl. Por exemplo, o módulo 'Adicionar ou Remover Programas' é armazenado com o nome appwiz.cpl na pasta SYSTEM32.
No Windows XP, a tela inicial do Painel de Controle foi alterada para apresentar uma estrutura de navegação categorizada, lembrando a navegação em uma página da web. Os usuários podem alternar entre esta visualização de Categoria e a visualização Clássica baseada em grade por meio de uma opção que aparece no lado esquerdo ou superior da janela. No Windows Vista e no Windows 7, foram introduzidos camadas adicionais de navegação, e a própria janela do Painel de Controle tornou-se a principal interface para editar configurações, em vez de iniciar diálogos separados.
Muitos dos módulos individuais do Painel de Controle podem ser acessados de outras maneiras. Por exemplo, as 'Propriedades de Exibição' podem ser acessadas clicando com o botão direito do mouse em uma área vazia da área de trabalho e escolhendo Propriedades. O Painel de Controle pode ser acessado a partir de um prompt de comando digitando "control"; parâmetros opcionais estão disponíveis para abrir painéis de controle específicos.
No Windows 10, o Painel de Controle é obsoleto em favor do aplicativo Configurações, que foi introduzido originalmente no Windows 8 como "Configurações do PC" para fornecer uma área de configurações otimizada para tela sensível ao toque usando sua plataforma de aplicativos estilo Metro. Algumas funções, especialmente a capacidade de adicionar e remover contas de usuário, foram movidas exclusivamente para este aplicativo no Windows 8 e não podem ser realizadas no Painel de Controle.
Desde a atualização de outubro de 2020 do Windows 10, abrir o módulo Sistema no Painel de Controle redireciona os usuários para a seção Sobre do aplicativo Configurações do Windows 10 e Windows 11. A página para o módulo no Painel de Controle ainda existe e é acessível por atalhos, pelo Explorador de Arquivos, pelo próprio aplicativo Configurações ou clicando na aba "Sistema" no Painel de Controle com o botão direito, e clicar em "Abrir", mesmo nas versões atuais do Windows 10 e Windows 11.
Atualmente, a Microsoft está num processo de migração do Painel de Controle para o aplicativo Configurações. As informações sobre quando e como a remoção da ferramenta irá ocorrer não são públicas.

## Ferramentas

### Executados atualmente (Windows XP)
- Adicionar hardware (desde 1998)
- Adicionar ou remover programas (desde 1991) (no Windows 7 substituído por Programas e Recursos)
- Atualizações automáticas (desde 2000) (substituído por Windows Update no Windows 7)
- Barra de tarefas e menu Iniciar (desde 2000)
- Central de Segurança (desde 2004) (substituído por Central de Acções no Windows 7)
- Conexões de rede (desde 1995)
- Configuração de rede (desde 2001)
- Configuração de rede sem fio (desde 2004)
- Contas de usuário (desde 2001)
- Controladores de jogo (desde 1998)
- Data e hora (desde 1995)
- Fala (desde 2001)
- Ferramentas administrativas (desde 2000)
- Firewall do Windows (desde 2004)
- Fontes (desde 1990)
- Formatar HD (desde 2009)
- Impressoras e aparelhos de fax (desde 2001) (substituído por Dispositivos e Impressoras no Windows 7)
- Mouse (desde 1990)
- Opções da Internet (desde 1999)
- Opções de acessibilidade (desde 1995) (substituído por Central de Facilidade de Acesso no Windows 7)
- Opções de energia (desde 2000)
- Opções de pasta (desde 2000)
- Opções de telefone e modem (desde 2000)
- Opções regionais e de idioma (desde 2001) (substituído por Região e Idioma no Windows 7)
- Scanners e câmeras (desde 1998)
- Sistema (desde 1995)
- Sons e dispositivos de áudio (desde 2001)
- Teclado (desde 1990)
- Vídeo (desde 1995) (substituído por Personalização no Windows 7)

### Executados anteriormente
- Modems (1985-2000)
- Configurações Regionais (1995-2000)
- Senhas (1995-2000)
- Energia (1995-1997)
- Sons (1995-2000)
- Temas para a área de trabalho (1996-2001)
- Temas de Som para Microfone (1997-2001)

Executados com Windows 7:
Opções de Indexação
Sensor de Localização e Outros Sensores
Central de Sincronização
Conexões RemoteApp e Área de Trabalho
Recuperação
Windows SideShow
Reconhecimento de Fala
Gerenciamento de Cores
Controles dos Pais (Windows Vista e 7) (substituído por Proteção para a Família no Windows 8.1 e 10)

## Outras configurações
O Painel de Controle não é a única pasta do sistema que o Windows configura o computador e o sistema operacional.
- No Menu Iniciar, existe o botão Configurações, onde pode-se abrir o Painel de Controle, as pastas Conexões de rede, Impressoras e aparelhos de fax, Barra de tarefas e menu Iniciar, Opções de pasta, Active Desktop e Windows Update. Ainda tem o Utilitário de Configuração do Sistema, onde é possível personalizar a inicialização do Windows e no item Comunicações do menu Acessórios, existe o HyperTerminal, que conecta outros computadores e sites Telnet.
- Programas, como o Gerenciador de Dispositivos, que instala e atualiza os periféricos, foi utilizada no ícone Sistema como aba, e em 2000, passou a ser componente do Windows.
- Na pasta Conexões de rede,  tem o Assistente para conexão com a Internet, onde é possível configurar o computador para ter uma conexão com a Internet.
- No Prompt de Comando, tem a opção Propriedades, na qual é possível alterar as configurações para a execução dos programas no MS-DOS.

## Arquivos .CPL
A maioria dos erros que o Windows apresenta no Painel de Controle, são por que, os arquivos de gerenciamento (*.cpl) estão corrompidos ou danificados. Geralmente consegue-se sanar os erros substituindo os arquivos (no modo de segurança). Esses encontram-se nos CDs de instalação do Windows.
Uma busca na internet pode ser frutífera, alguns sites disponibilizam-os além do Shell32.dll e o rundll.exe - arquivos importantes e que geralmente quando corrompidos são geradores de falhas.
No CD do Windows 98(SE também SECOKE), os arquivos .CPL estão na pasta compactada Win98_28.cab. Para abrir o arquivo CAB, você pode usar um descompactador como o WinZip. No CD do Windows 2000/XP, os arquivos .CPL estão compactados como *.CP_ no diretório i386. Para extrair, por exemplo, o arquivo Main.cpl de um CD no drive "E", para a raiz do disco "C", escreva a seguinte linha no Prompt de Comando ou em executar/run":  expand e:\i386\main.cp_ c:\main.cpl
1. ↑  «How to open System Properties in Windows 11». TheWindowsClub (em inglês). 4 de setembro de 2024. Consultado em 19 de setembro de 2024
2. ↑  «System configuration tools in Windows - Microsoft Support». support.microsoft.com (em inglês). Consultado em 19 de setembro de 2024